# Médaille Shorland
Pour les articles homonymes, voir Shorland.
La médaille Shorland est une distinction instituée en 1999 par l'Association des scientifiques de Nouvelle-Zélande et décernée annuellement en reconnaissance d'une « grande et constante contribution à la recherche fondamentale ou appliquée qui a ajouté considérablement à la compréhension scientifique ou a entraîné d'importants avantages pour la société. » Elle porte le nom du chimiste organicien néo-zélandais Francis Shorland (1909–1999).

## Lauréats
- 1999 : Michael Corballis (en), neurosciences cognitives
- 2000 : Paul Kibblewhite (en), industrie papetière
- 2001 : Brian Halton (en), liaison banane
- 2002 : Hugh Bibby (en), géothermie
- 2003 : Kenneth MacKenzie, céramique
- 2004 : John McKinnon, chimie de la laine
- 2005 : Adya Singh, science du bois
- 2006 : David Parry (en), biophysique
- 2007 : Robin Mitchell, bactéries pathogènes[2]
- 2008 : Graeme L. Gainsford, cristallographie aux rayons X
- 2009 : Alan B. Kaiser, conductivité électrique[3]
- 2010 : Ken McNatty, reproduction chez les mammifères[4]
- 2011 : Harjinder Singh, produits laitiers[5]
- 2012 : Michael Hendy, mathématique de la phylogénie[6]
- 2013 : Graham Nugent, tuberculose bovine[7]
- 2014 : Wei Gao, sciences des matériaux[8],[9]
- 2015 : Ian Brown, chimie des matériaux[10]
- 2016 : Antony Braithwaite, recherche contre le cancer[11]
- 2017 : équipe Fetal Physiology and Neuroscience de l'Université d'Auckland[12]
- 2018 : Jadranka Travas-Sejdic[13],[14]
- 2019 : projet SHIVERS (Southern Hemisphere Influenza and Vaccine Effectiveness Research and Surveillance) : Sue Huang, Nikki Turner (en), Michael Baker (en), Cameron Grant, Adrian Trenholme [15]
- 2020 : Mark Costello[16] (informatique de labiodiversityé des océans).
- 2021 : Mike Berridge (en)[17] (biologie cellulaire du cancer)
- 2022 : Geoffrey Waterhouse[18] (applications des nanotechnologies)